# Centro Espacial de Punta Indio
El Centro Espacial de Punta Indio es un puerto espacial ubicado sobre la Ruta Provincial N.º 36 en Pipinas, Provincia de Buenos Aires, Argentina, y cuenta con una superficie total de 2000 m². Utilizado para testear los prototipos del Proyecto Tronador de la CONAE, la base de lanzamiento del vector, una vez finalizado, será el Centro Espacial Manuel Belgrano, en cercanías de la localidad bonaerense de Punta Alta.

## Historia
En la década de 1930, el ingeniero Marcelo Garlot de la empresa Corcemar decidió establecer en Pipinas una fábrica productora de cemento Portland, debido a los importantes yacimientos de conchillas que servirían como materia prima para la fábrica. Esta fábrica, junto a la estación de ferrocarril, representó un hito importante para la historia de la localidad, ya que traería nuevos habitantes, hoteles e ingresos económicos. Llegó a tener el horno cementero más grande de América del Sur, y las instalaciones se extendían por más de 2500 ha.
En 1991, la empresa Loma Negra dirigida entonces por Amalia Lacroze de Fortabat, el principal competidor de Corcemar, adquiere la fábrica, sin embargo, 10 años después, debido a la crisis económica de 2001, la empresa quiebra y se cierra la planta. Tras el cierre, el predio quedó abandonado, aunque fue brevemente utilizada como estación climatológica por una fundación ambientalista.
A principios de los años 2000, la CONAE comenzaría a desarrollar el Proyecto Tronador. En busca de terrenos para realizar pruebas y construir un puerto espacial, la CONAE llegó a un acuerdo con la Armada Argentina en 2011, donde esta última cedería terrenos de la Base Aeronaval Punta Indio y de la Base Naval Puerto Belgrano a la CONAE para la construcción del sitio de pruebas y el puerto espacial.
Si bien la Armada cedió el terreno anexo a Puerto Belgrano —asiento del Centro Espacial Manuel Belgrano—, se decidió reubicar el sitio de pruebas, ya que el terreno de la Base Aeronaval Punta Indio se trataba de un viejo campo de pruebas de bombardeo, y existía el riesgo de toparse con una bomba sin detonar.
La CONAE entonces tuvo que buscar un nuevo sitio de emplazamiento para su sitio de pruebas, y vio con buenos ojos la antigua fábrica de Corcemar, debido a su cercanía con el emplazamiento original, y por estar lo suficientemente lejos de la población. El Gobierno de Argentina inició negociaciones para expropiar el terreno, y finalmente, el 25 de marzo de 2014 comenzaron las obras de limpieza y demolición de la fábrica. El Centro Espacial fue formalmente inaugurado el 23 de diciembre de 2014.
Se llevaron a cabo tres lanzamientos en el centro, siendo el primero el VEx-1A en febrero de 2014, si bien el cohete no fue liberado a tiempo por la rampa de lanzamiento, todos los sistemas del cohete funcionaron. El segundo lanzamiento fue el VEx-1B en 15 de agosto del mismo año, esta vez, todos los sistemas funcionaron, y el cohete tuvo un vuelo nominal. El tercero, fue el VEx-5A, el 20 de abril de 2017, si bien el despegue fue nominal, a los seis segundos del vuelo se interrumpió el suministro de propelentes al motor.
Actualmente, el centro es utilizado por VENG para pruebas de motores.

## Galería

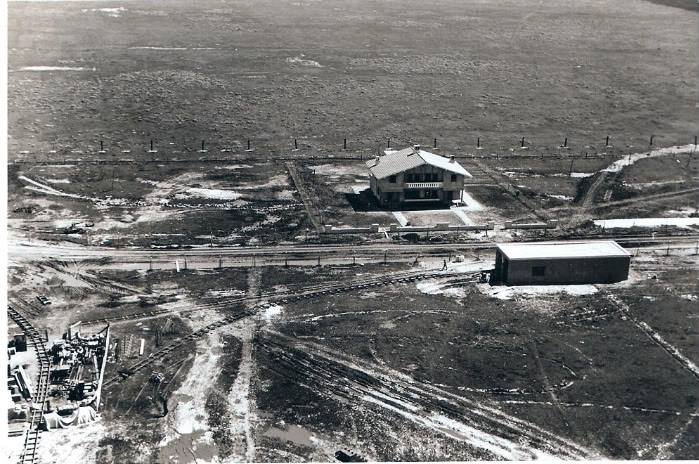
El predio, en épocas de la fábrica Corcemar
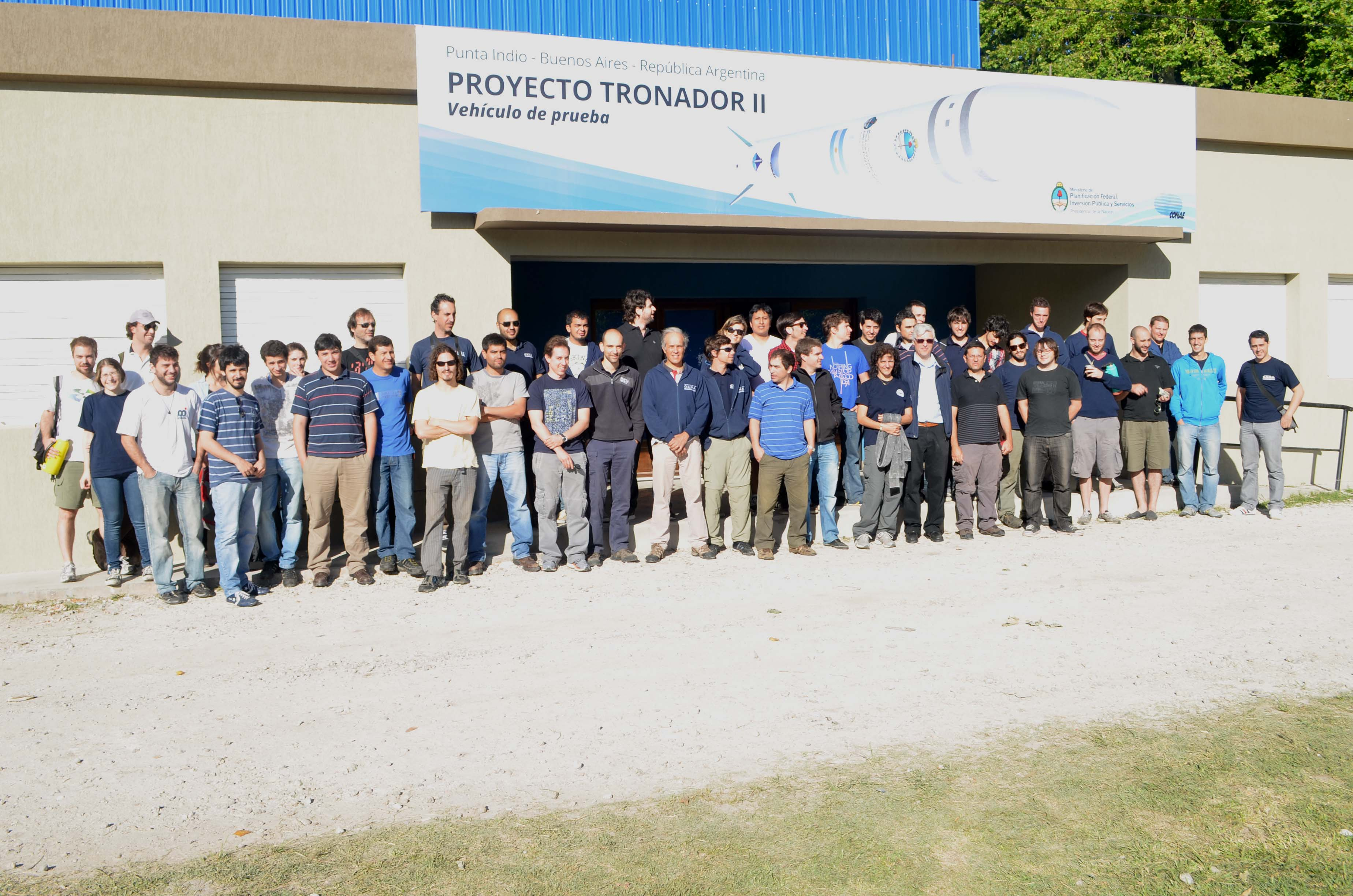
Ingenieros argentinos del proyecto Tronador
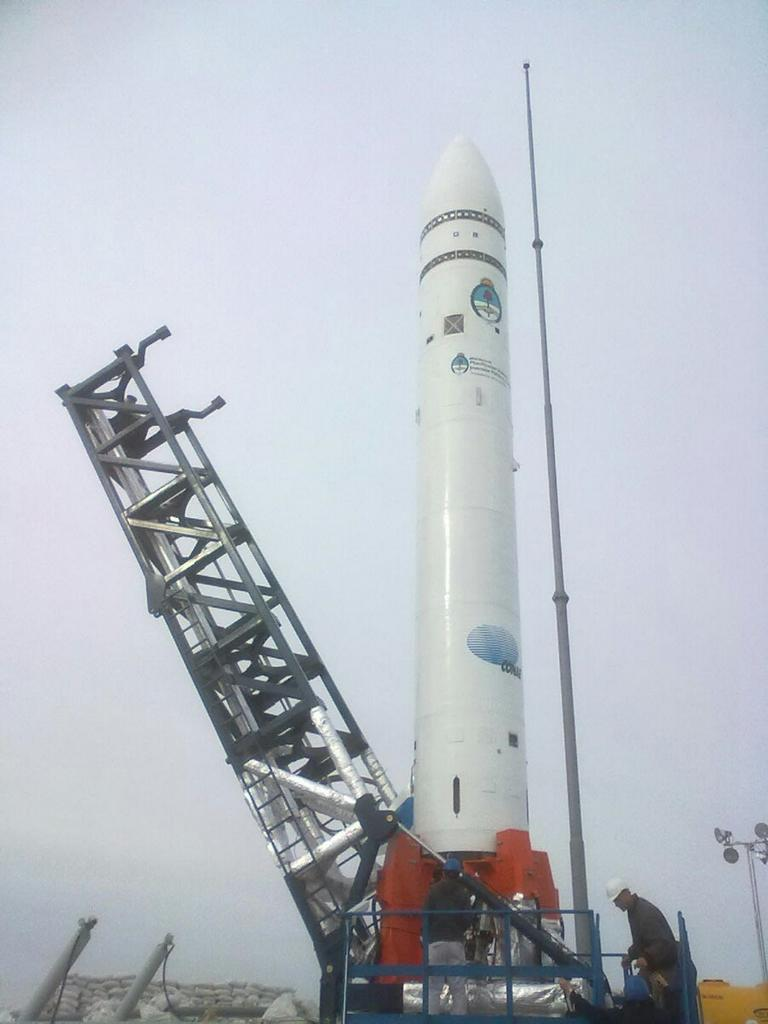
VEx-1A en la rampa de lanzamiento
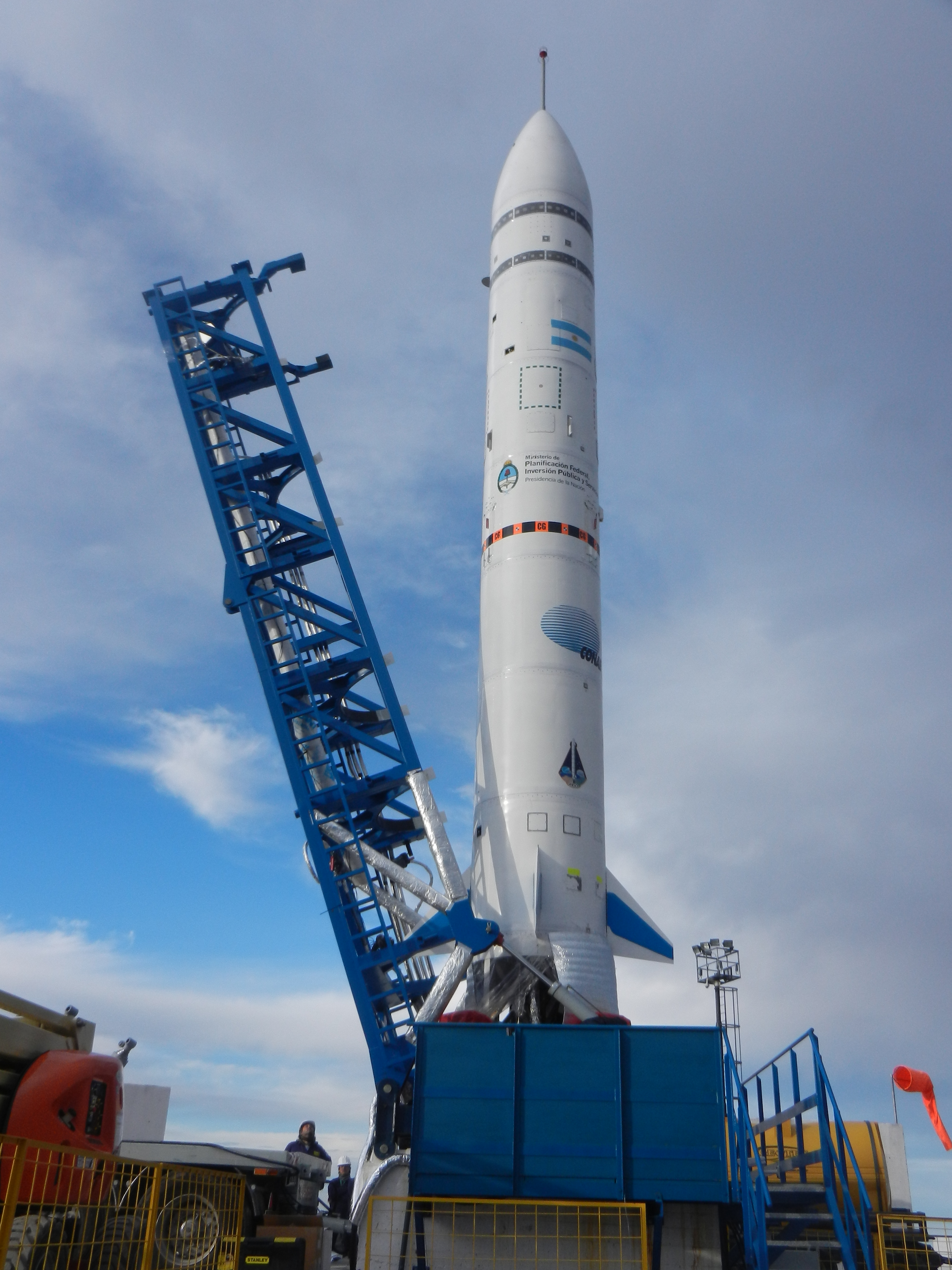
VEx-1B en la rampa de lanzamiento
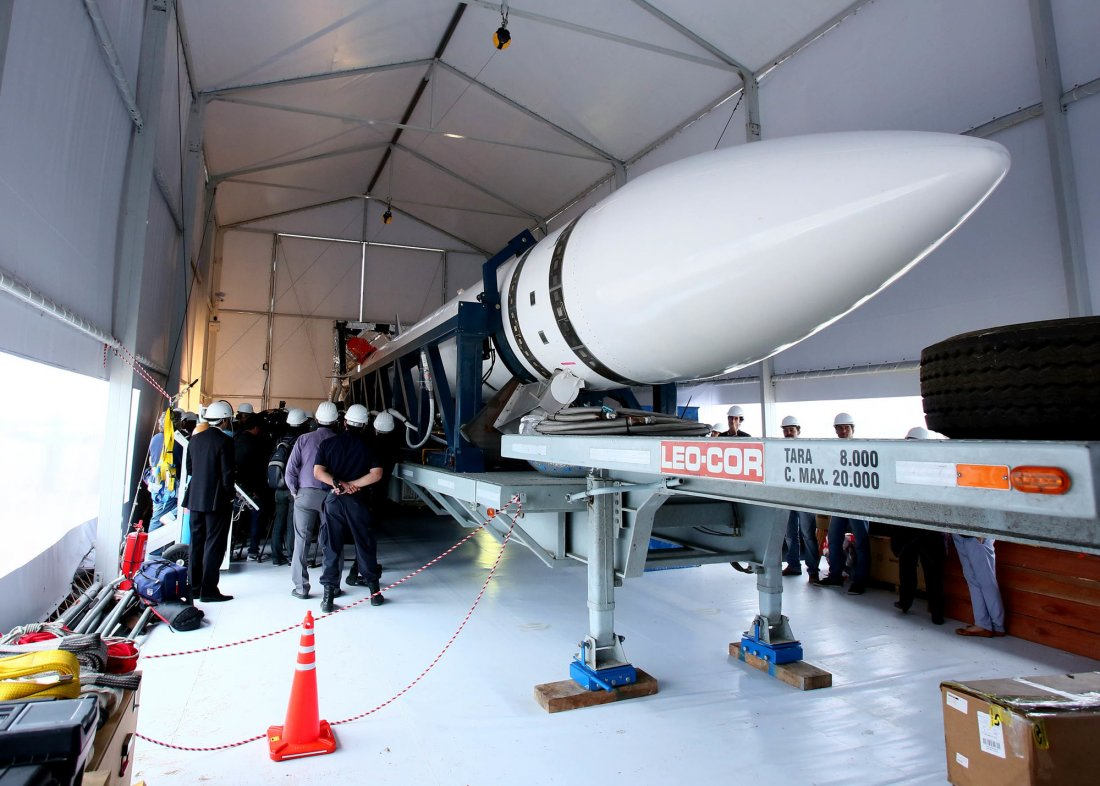
Vehículo Experimental en el hangar del puerto
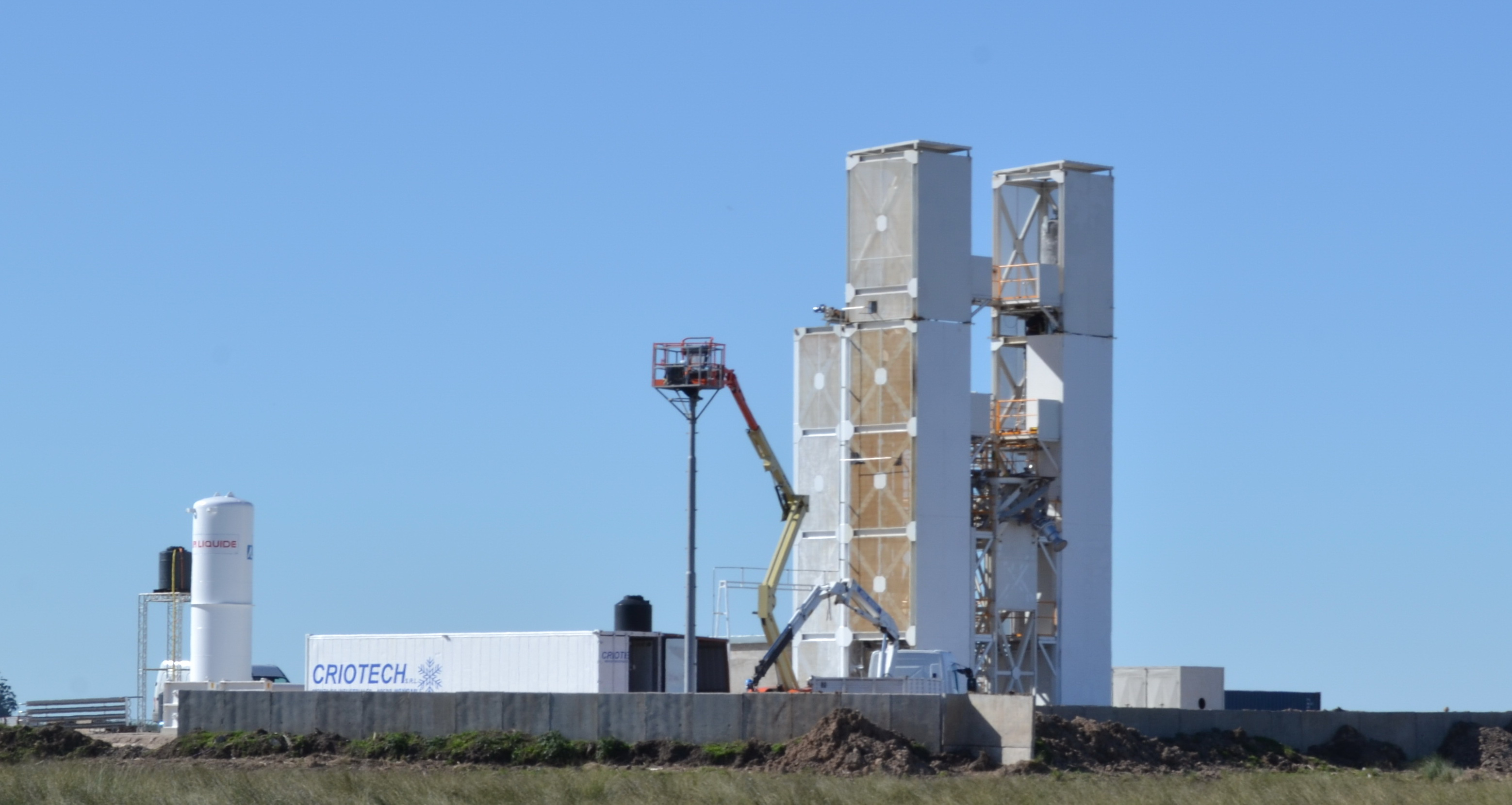
Instalaciones